# Dacryodes occidentalis
Dacryodes occidentalis är en tvåhjärtbladig växtart som beskrevs av José Cuatrecasas. Dacryodes occidentalis ingår i släktet Dacryodes och familjen Burseraceae. Inga underarter finns listade i Catalogue of Life.